# Vissel Kobe
Vissel Kobe (japanski: ヴィッセル神戸, Visseru Kōbe) japanski je nogometni klub iz Kobea. Trenutačno se natječe u J1 Leagueu. Svoje domaće utakmice igra na stadionu Misaki Park.

## Priznanja
- J1 League (2): 2023., 2024.
- Carski kup (1): 2019.
- Japanski nogometni superkup (1): 2020.
- Chūgokuška nogometna liga (5): 1980., 1981., 1982., 1984., 1985.

## Poznati igrači
- Thomas Vermaelen
- Bismarck Barreto Faria
- Michael Laudrup
- Kazuyoshi Miura
- Patrick M'Boma
- Lukas Podolski
- Thomas Bickel
- Bojan Krkić
- Juan Mata
- Andrés Iniesta
- Sergi Samper
- David Villa
- İlhan Mansız

## Vanjske poveznice
- Službena web-stranica  Arhivirana inačica izvorne stranice od 3. svibnja 2019. (Wayback Machine)